# Rind Corona
Rind Corona est une corona, formation géologique en forme de couronne, située sur la planète Vénus par 8,2° N et 247,5° E. Elle est localisée dans le quadrangle d'Hecate Chasma. Elle a été nommée en référence à Rind,  "reine d'hiver de la Terre, personnification de la Terre couverte de glace". 

## Géographie et géologie
Rind Corona couvre une surface circulaire d'environ 140 km de diamètre. 